# Le temps de la kermesse est terminé
Pour plus de détails, voir Fiche technique et Distribution.
Le temps de la kermesse est terminé est un film français de Frédéric Chignac, sorti en 2009.

## Synopsis
Un minuscule village dans le Sahel : quelques cases et une piste. En route vers le nord d'un pays africain indéterminé, Alex Keller doit rejoindre le chantier de construction d'un dispensaire. Il ne devait faire qu'une brève halte dans ce hameau mais une panne mécanique va le contraindre à y rester plusieurs jours et à nouer des liens avec les habitants. Il fait du jeune Mamadou une sorte de domestique, il rétribue des pousseurs qui à plusieurs reprises s'efforcent de faire redémarrer sa voiture, en vain.
Alex est aussi un bon client de Dogni, le commerçant avisé qui ponctionne allégrement le porte-monnaie de ce Blanc. Il obtiendra sans trop de difficulté les faveurs de Martina la jolie jeune femme qui lui porte son riz quotidien. Pour faire évoluer sa situation, il doit composer et négocier avec les autorités locales : le vieux chef du village, ainsi que l'officier retors qui dirige la garnison du fort situé à proximité.
D'abord convaincu que son statut et l'argent dont il dispose lui permettront d'obtenir rapidement satisfaction, Alex Keller doit admettre qu'il est de moins en moins maître de son sort...

## Fiche technique
- Réalisation : Frédéric Chignac
- Scénario : Frédéric Chignac
- Producteur : Jean-François Lepetit
- Scripte : Estelle Bault
- Compositeur : René-Marc Bini
- Monteuse : Isabelle Dedieu
- Dates de sortie :
  - France : novembre 2009 (Festival du film de Sarlat) ; 17 mars 2010 (sortie nationale)

## Distribution
- Stéphane Guillon : Alex Keller
- Aïssa Maïga : Martina
- Ériq Ebouaney : le lieutenant Bado
- Philippe Nahon : le chauffeur de la camionnette
- Ali Monzanza : Mamadou
- Malik Sall : Dogni
- Amara Conde : le banni
- Philip Nzenzemba : le soldat dans la guérite
- Mohamed : Bruce
- Thomas Maurion : un des touristes
- Stéphane Caillard : une des touristes
- Tom Hygreck : un des touristes

## Genèse
Frédéric Chignac était tout d'abord un réalisateur de documentaires ; il a collaboré à plusieurs émissions dont Envoyé spécial, Faut pas rêver ou encore Thalassa. À force de voyages, il passe à la fiction avec un premier scénario de long métrage : Perles de cristal. il réalise ensuite deux courts métrages : Le distracteur et Les miracles du petit Kovacek. 
Les nombreux documentaires sur l'Afrique font prendre conscience à Chignac de la misère de ce continent, ce qui va donner lieu à son premier long métrage, Le temps de la kermesse est terminé.

## Production

### Choix des interprètes
Le rôle d'Alexandre Keller, le blanc qui tombe en panne dans ce village perdu, était à l'origine prévu pour Benoît Poelvoorde mais, l'acteur, souffrant de dépression, a dû se désister au dernier moment.
Cherchant un acteur en urgence, Frédéric Chignac, le réalisateur, porte son choix sur Stéphane Guillon. À propos de cette embauche de dernière minutes, le réalisateur dira plus tard : « au bout de deux jours de tournage, j'en ai conclu que le hasard et l'urgence font parfois très bien les choses ».

### Tournage
Le tournage s'est déroule en extérieurs à Ouarzazate, dans un village crée de toutes pièces près des studios.

## Distinctions
- Prix du jury jeune au Festival du film de Sarlat de 2009[5],[6].

## Anecdotes
- un personnage principal grande gueule et raciste ; Stéphane Guillon, l'acteur principal, le décrit lui-même comme un personnage « brut de décoffrage », « grande gueule » et « ayant un fond de racisme » ;
- le tournage s'est déroulé à l'extérieur de Ouarzazate sous 45° à l'ombre ; Stéphane Guillon dit lui-même que « jouer quelqu’un de fatigué n'était pas vraiment difficile ».